# Hatzalah
Cet article concerne le nom générique « Hatzalah » dans le monde. Pour une présentation de « United Hatzalah », l'organisation humanitaire de premiers secours israélienne, voir United Hatzalah.
 (mars 2020).
Si vous disposez d'ouvrages ou d'articles de référence ou si vous connaissez des sites web de qualité traitant du thème abordé ici, merci de compléter l'article en donnant les références utiles à sa vérifiabilité et en les liant à la section « Notes et références ».
Hatzalah ou Hatzolah (en hébreu : הצלה, secours) est le nom générique de plusieurs organismes ou unités de secouristes bénévoles de service médical d'urgence (EMS) qui répond initialement aux besoins de certaines communautés juives du monde entier. Bien que leurs sections locales soient indépendantes, la plupart d'entre elles partagent le même nom. Le mot Hatzalah, peut être écrit de plusieurs façons : Hatzolah, Hatzoloh, United Hatzalah, Tsevet Hatzala ou Chevra Hatzala.

## Hatzalahdans le monde
Les unités médicales Hatzalah opèrent actuellement[Quand ?] dans les pays suivants : Argentine, Australie, Autriche, Belgique, Brésil, Canada, Israël, le Mexique, le Panama, la Russie, l'Afrique du Sud, Suisse, Royaume-Uni, en Ukraine et dans 8 États aux États-Unis : Californie , Connecticut, Floride, Illinois, Maryland, New Jersey, New York et Pennsylvanie.

### Hatzalahen Israël
Dans l'État d'Israël, il y a deux services d'urgence utilisant le terme Hatzalah opérant dans le pays. United Hatzalah (en hébreu : איחוד הצלה, Ichud Hatzalah), est une ONG humanitaire et universelle, créée en 2006 et comprenant près de 6 000 volontaires dispersés dans tout Israël, elle possède un centre de commande, une flotte de véhicules médicalisées et opère également dans une dizaine de pays ; c'est la plus grande organisation Hatzalah au monde. L'autre est une petite unité de secours communautaire et orthodoxe rattachée aux ambulances du Maguen David Adom appelée Tzevet Hatzala (en hébreu : צוות הצלה), elle opère généralement uniquement dans les quartiers orthodoxes.

### Hatzalahaux États-Unis
La première organisation médicale d'urgence Hatzalah a été fondée à la fin des années 1960 dans le quartier de Williamsburg (Brooklyn) à New York, par le rabbin Hershel Weber, afin d'offrir un service médical d'urgence aux membres de la communauté juive orthodoxe parlant le yiddish. L'idée s'est étendue à d'autres quartiers juifs orthodoxes de l'État de New York, et enfin à d'autres régions, pays et continents. Chevra Hatzalah est le plus grand service ambulancier volontaire aux États-Unis.
L'organisation Chevra Hatzalah à New York compte environ 1 000 bénévoles et paramédicaux, qui traitent plus de 70 000 appels par an. Les volontaires, utilisant souvent leur propre véhicule, disposent également d'une flotte d'environ 90 ambulances.

### Hatzalahau Mexique
Chevra Hatzalah Mexico a été fondée en 1997 par Chaim Silver. La branche est dirigée par la communauté juive originaires de Syrie sous la supervision de Abraham Levy, qui en est le PDG. Il compte 70 volontaires à plein temps, sept ambulances et six locaux (cinq bases et un quartier général). Il a également un hélicoptère de transport aérien.
Tous les ambulanciers sont des bénévoles et sont prêts à intervenir immédiatement en cas de situation d'urgence, ils sont composés de secouristes, de paramédicaux, d'urgentistes et d'employés dans les services de santé mexicains. Les volontaires ont de l'expérience en traumatologie et en médecine interne et ont été formés à la conduite d'ambulances par la Croix-Rouge mexicaine. Ils opèrent majoritairement dans les quartiers de la communauté juive de Mexico, Tecamachalco (en), Polanco, Bosques de las Lomas (en), Interlomas (en), ainsi que dans la ville de Cuernavaca. Son siège est à Tecamachalco, un quartier résidentiel de Mexico.

## Liens internet
- United Hatzalah of Israel (en français)
- (es) Hatzalah Panama
- (es) Chevra Hatzalah Argentine
- (es) Chevra Hatzalah Mexique